# Tušovice
Tušovice (německy Tuschowitz) jsou obec v okrese Příbram ve Středočeském kraji. Leží asi třináct kilometrů jižně od Příbrami. Žije zde 100 obyvatel.

## Historie
První písemná zmínka o obci pochází z roku 1359.

## Obyvatelstvo
| Rok            | 1869 | 1880 | 1890 | 1900 | 1910 | 1921 | 1930 | 1950 | 1961 | 1970 | 1980 | 1991 | 2001 | 2011 | 2021 |
| -------------- | ---- | ---- | ---- | ---- | ---- | ---- | ---- | ---- | ---- | ---- | ---- | ---- | ---- | ---- | ---- |
| Počet obyvatel | 221  | 229  | 247  | 242  | 213  | 191  | 156  | 138  | 127  | 115  | 115  | 95   | 104  | 91   | 110  |
| Počet domů     | 40   | 40   | 39   | 39   | 39   | 39   | 38   | 37   | 34   | 32   | 30   | 34   | 38   | 40   | 44   |

## Obecní správa

### Části obce
- Tušovice (k. ú. Tušovice)

Součástí obce je také základní sídelní jednotka Tušovičky.
Sousedními obcemi sídla jsou Nestrašovice, Tochovice, Starosedlský Hrádek, Těchařovice a Svojšice.

### Územněsprávní začlenění
Dějiny územněsprávního začleňování zahrnují období od roku 1850 do současnosti. V chronologickém přehledu je uvedena územně administrativní příslušnost obce v roce, kdy ke změně došlo:
- 1850 země česká, kraj Plzeň, politický i soudní okres Březnice, obec Starosedlský Hrádek[6]
- 1855 země česká, kraj Písek, soudní okres Březnice, obec Starosedlský Hrádek
- 1868 země česká, politický okres Blatná, soudní okres Březnice, obec Starosedlský Hrádek
- 1880 země česká, politický okres Blatná, soudní okres Březnice[7]
- 1939 země česká, Oberlandrat Klatovy, politický okres Blatná, soudní okres Březnice[8]
- 1942 země česká, Oberlandrat Plzeň, politický okres Strakonice, soudní okres Březnice[9]
- 1945 země česká, správní okres Blatná, soudní okres Březnice[10]
- 1949 Plzeňský kraj, okres Blatná[11]
- 1960 Středočeský kraj, okres Příbram, obec Svojšice
- k 1. lednu 1980 Středočeský kraj, okres Příbram, město Březnice[7]
- k 24. listopadu 1990 Středočeský kraj, okres Příbram[7]
- 2003 Středočeský kraj, okres Příbram, obec s rozšířenou působností Příbram

### Členství ve sdruženích
Tušovice jsou členem svazku obcí Březnicko, který byl založen v roce 2003.

## Doprava

### Dopravní síť
Do obce vedou silnice III. třídy. Železniční trať ani stanice či zastávka na území obce nejsou.

### Autobusová doprava 2024
Autobusovou dopravu v obci Tušovice zajišťuje společnost Arriva Střední Čechy. Obec je součástí Pražské integrované dopravy (PID). V obci se nachází zastávka Tušovice. Na silnici, kousek od Tušoviček, se nachází zastávka Tušovice,Tušovičky. Autobusová linka 511 zajišťuje spojení mezi Starosedlských Hrádkem, Horčápskem, Tochovicemi, Ostrovem, Lazskem, Milínem, Lešeticemi a Příbramí. V opačném směru míří do Březnice a projíždí obcemi Svojšice, Chraštice, Nestrašovice a dalšími vesnicemi na trase.